# Triumph Vitesse
La Triumph Vitesse est une berline et cabriolet de sport britannique à 6 cylindres en ligne produite de 1962 à 1971 à 51 212 exemplaires, basée sur la Triumph Herald et dessinée par le carrossier italien Giovanni Michelotti. Trois modèles de Vitesse ont été produits : la Vitesse 1600 ou Vitesse MK1, la Vitesse 2 litres et la Vitesse 2 litres MK2.

## Liens externes

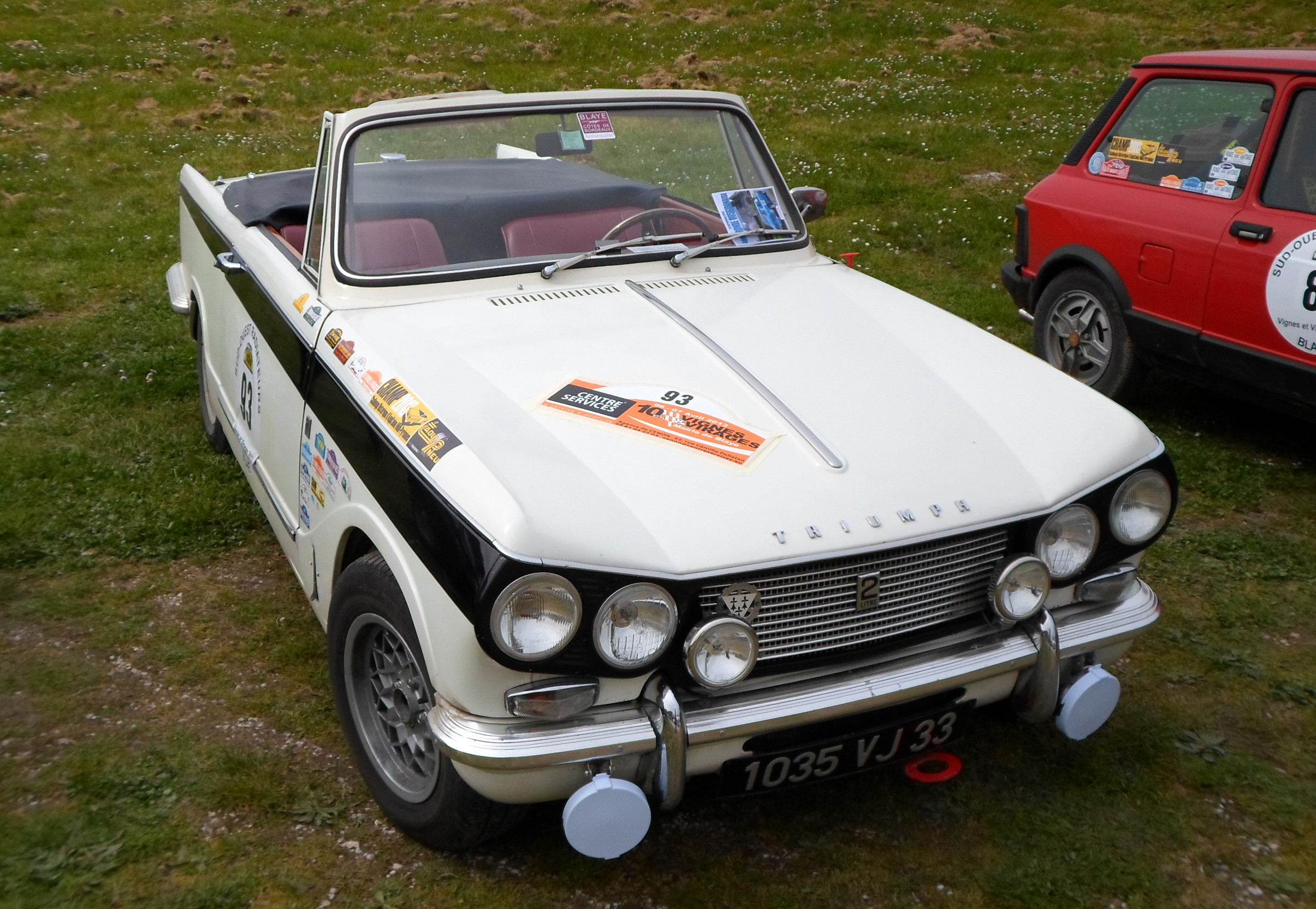
Triumph Vitesse 2 litres Overdrive

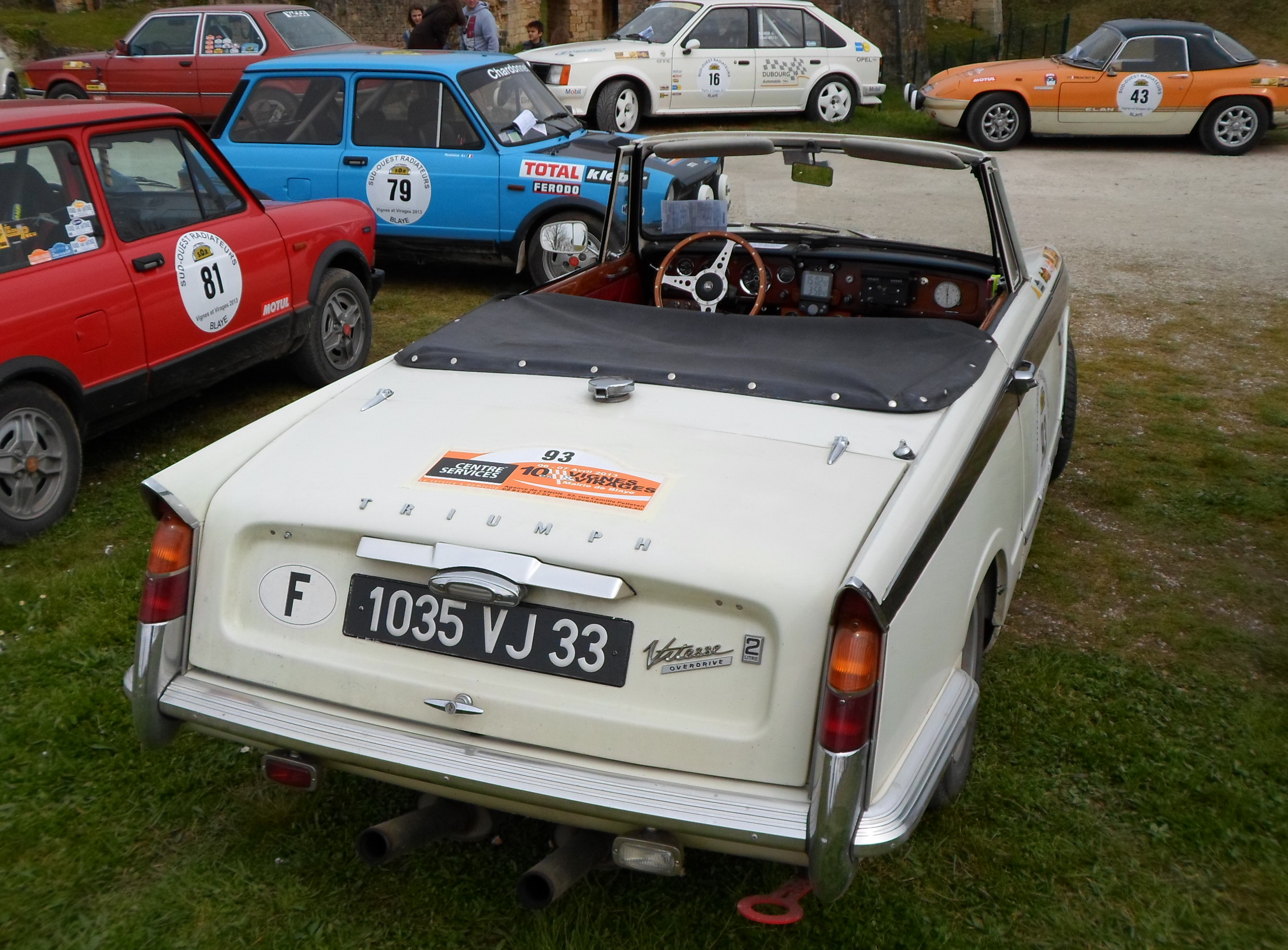
Triumph Vitesse 2 litres Overdrive